# Emi (prénom)
Pour les articles homonymes, voir Emi.
Emi, parfois traduit Eimi, est un prénom japonais féminin
Significations possibles : beauté bénie, beauté divine　

Kanji : 恵美　江美　栄美
Hiragana : えみ
Katakana : エミ
Personnalités connues
- Emi Wada : designer ayant confectionné les costumes de films tels Héros et Le secret des poignards volants. Elle a également remporté un Oscar pour le film Ran, en 1985.